# (3309) Brorfelde
(3309) Brorfelde ist ein Asteroid des inneren Hauptgürtels, der am 28. Januar 1982 von den dänischen Astronomen K. S. Jensen und Karl Augustesen am Brorfelde-Observatorium (IAU-Code 054) entdeckt wurde. Er zählt auf Grund seiner Bahnparameter zur Hungaria-Gruppe.
Im Jahr 2005 erschien durch die Beobachtung von Helligkeitsschwankungen die Möglichkeit, dass (3309) Brorfelde einen Mond besitzen könnte. 2006 wurde dann durch Beobachtungen am Palmer Divide Observatory bestätigt, dass es sich bei (3309) Brorfelde um einen binären Asteroiden handelt.
Der Asteroid wurde anlässlich des 40. Gründungstags des Observatoriums nach dem Ort seiner Entdeckung benannt.